# Houdini (singel Foster the People)
Houdini – singel indiepopowej grupy Foster the People pochodzący z jej pierwszego albumu studyjnego zatytułowanego Torches. Utwór został napisany i wyprodukowany przez wokalistę zespołu Marka Fostera. Singel został wydany 15 maja 2012 roku przez wytwórnię Columbia Records jako piąty singel z debiutanckiego albumu. Utwór zawiera sample utworu „Houdini” rapera Skizzy Mars. W 2012 roku został wykorzystany w grze komputerowej SSX.

## Występy na żywo
8 listopada 2011 roku zespół wystąpił w programie, gdzie wykonał swój debiutancki singel „Pumped Up Kicks” i „Houdini”.

## Lista utworów
- Digital download[1]

1. „Houdini” – 3:20

## Pozycje na listach przebojów
| Kraj              | Lista (2011-12)   | Najwyższa pozycja |
| ----------------- | ----------------- | ----------------- |
| Holandia          | Single Top 100    | 98                |
| Stany Zjednoczone | Alternative Songs | 37                |